# Rauðhólar (Jökulsárgljúfur)
Bei den Rauðhólar handelt es sich um eine Kraterreihe an der Schlucht des Flusses Jökulsá á Fjöllum im Nordosten von Island. Sie liegen im Nationalpark Jökulsárgljúfur.

## Vulkanismus
Das Spaltensystem gehört zum System des Zentralvulkans Askja.
Die Kraterreihe ist eine Verlängerung der Kraterreihe Rauðuborgir. Diese folgt einer großen Verwerfung, dem sog. Sveinar-Graben, bis 4 km nördlich des Dettifoss und quert dort (beim Hafragilsfoss) den Fluss Jökulsá á fjöllum.
Die Rauðhólar-Kraterreihe schwenkt westlich des Flusses vom Graben hinweg in Richtung Nordosten. Bei Hljóðaklettar überquert sie die Schlucht Jökulsárgljúfur, die sich in die Krater hineingefressen hat, so dass deren Inneres teilweise exponiert ist und man die obersten 100 m eines Dyke erkennen kann.
Beide Kraterreihen sind etwa 6.000 Jahre alt.

## Wandern
Es gibt viele markierte und interessante Wanderwege im Nationalpark Jökulsárgljúfur. Eine der faszinierendsten Wandermöglichkeiten jedoch ist die Wanderung vom Parkplatz Vesturdalur hinauf auf den höchsten der Rauðhólar, die man auch als Rundweg durch die Felsen der Hljóðarklettar gestalten kann.